# Cochlonema odontosperma
Cochlonema odontosperma är en svampart som beskrevs av Drechsler 1937. Cochlonema odontosperma ingår i släktet Cochlonema och familjen Cochlonemataceae.   Inga underarter finns listade i Catalogue of Life.